# Стивенсон, Дебра
Де́бра Сти́венсон (англ. Debra Stephenson; 4 июня 1972, Кингстон-апон-Халл, Восточный райдинг Йоркшира, Англия, Великобритания) — английская актриса, комедиантка и певица.

## Биография
Дебра Стивенсон родилась 4 июня 1972 года в Кингстон-апон-Халле (графство Восточный райдинг Йоркшира, Англия, Великобритания).
Дебра окончила «South Hunsley School» и «Manchester School of Theatre»

## Карьера
В 1986 году Дебра появилась на радиошоу талантов «Opportunity Knocks».
В 1989 году Дебра дебютировала в кино, сыграв роль в телесериале «Вылитый портрет». В 1999—2003 года Стивенсон играла роль Шелл Докли в телесериале «Плохие девочки», за которую она получила премию «TV Quick Awards» (2001) в номинации «Лучшая актриса». Всего она сыграла в 24-х фильмах и телесериалах.
Также Дебра является певицей.

## Личная жизнь
С июня 1999 года Дебра замужем за строителем Джеймсом Даффилдом. У супругов есть двое детей — сын Макс Даффилд (род.26.11.2002) и дочь Зои Луиз Даффилд (род.23.01.2007).